# Rudolf Laur-Belart
Rudolf Laur-Belart (* 7. Juli 1898 in Brugg; † 11. Mai 1972 in Basel) war ein Schweizer Archäologe und Professor an der Universität Basel. Er leitete Ausgrabungen in Vindonissa und Augusta Raurica. Er war Mitbegründer des Römermuseum Augst.

## Leben

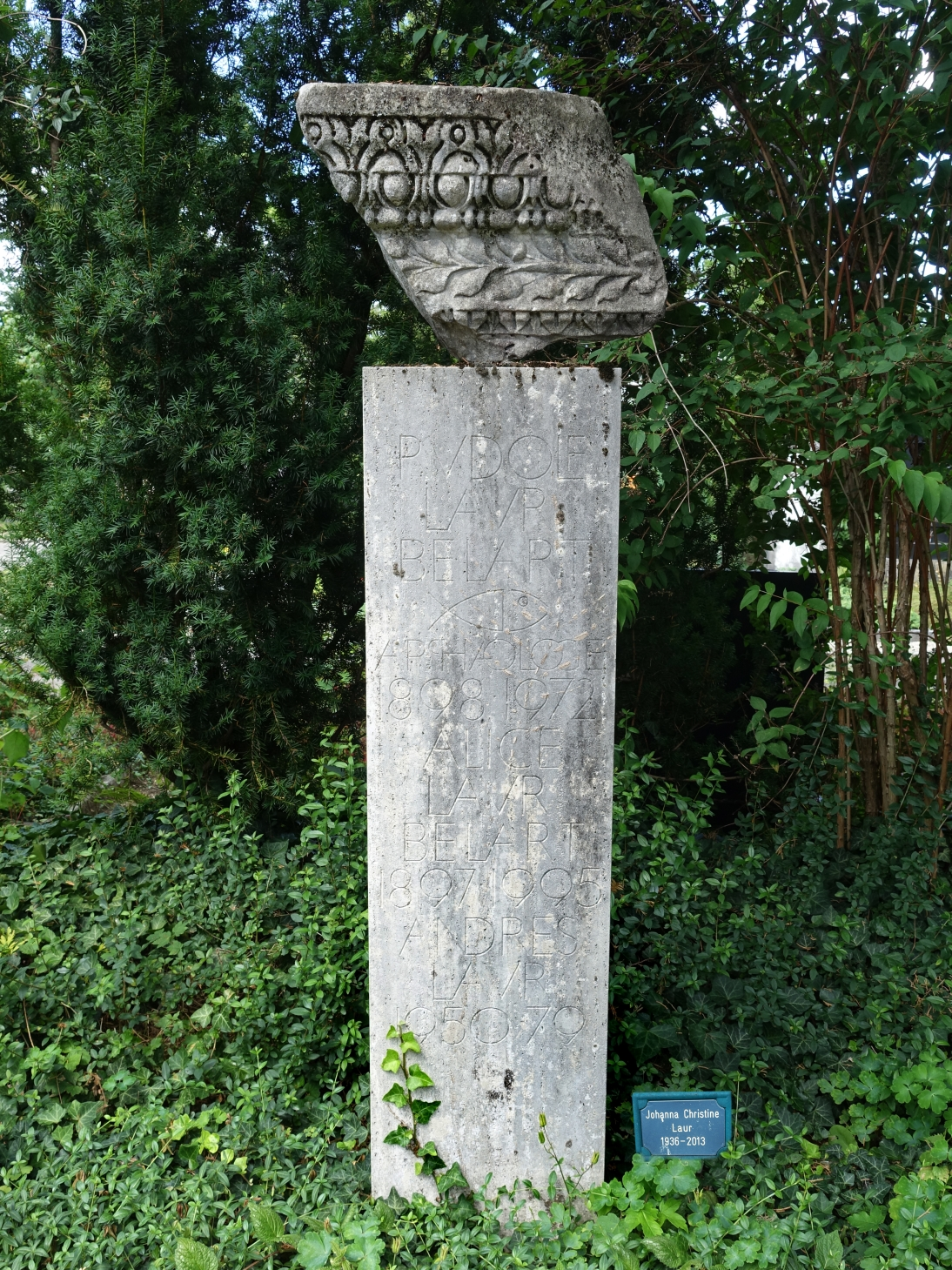
Familiengrab auf dem Friedhof Wolfgottesacker

Rudolf Laur-Belart war der Sohn des Agrarpolitikers Ernst Laur (1871–1964). Er studierte an der Universität Zürich und der Ruprecht-Karls-Universität Heidelberg Geschichte, Germanistik und Geographie und wurde 1923 bei Karl Hampe (1869–1936) in Heidelberg mit der Arbeit Studien zur Eröffnungsgeschichte des Gotthardpasses (1924) promoviert. Danach arbeitete er zunächst als Bezirkslehrer und betrieb nebenher archäologische Forschungen, unter anderem in Vindonissa.
Von 1931 bis 1941 war er Assistent am Historischen Museum Basel. 1932 habilitierte er sich als erster Dozent des Faches Ur- und Frühgeschichte an der Universität Basel mit dem seinerzeit viel benützten Werk Vindonissa, Legionslager und Vicus (1935). 1941 wurde er zum ausserordentlichen Professor berufen. Von 1942 bis 1960 leitete er das von ihm mitbegründete Institut für Ur- und Frühgeschichte der Universität Basel. Als Ausgräber gelangen ihm bedeutende Entdeckungen wie die der Zentralthermen von Vindonissa und der frührömischen Wachttürme am Walensee.
Ausgrabungen leitete er unter anderem auch am Wittnauer Horn, an der Ruine Sissacherfluh und jene der Tessiner Gräberfelder. Er gehörte zu den Gründungsmitgliedern des internationalen Limeskongresses. Als Herausgeber und Autor der Zeitschrift Ur-Schweiz (1937–1969) bemühte er sich, das Fachwissen allgemeinverständlich darzustellen. Sein Hauptinteresse galt der provinzialrömischen Archäologie. Er war Grabungsleiter und Präsident der Gesellschaft Pro Vindonissa mit Sitz im Vindonissa-Museum von 1936 bis 1966 und von 1935 bis 1970 Konservator der Stiftung Pro Augusta Raurica.

## Schriften (Auswahl)
Laur-Belart schrieb zahlreiche Aufsätze und kleinere Abhandlungen sowie zahlreiche Grabungsberichte.
- Studien zur Eröffnungsgeschichte des Gotthardpasses. Mit einer Untersuchung über Stiebende Brücke und Teufelsbrücke. Füssli, Zürich 1924.
- Vindonissa. Lager und Vicus (= Römisch-Germanische Forschungen. Band 10). De Gruyter, Berlin/Leipzig 1935 (Digitalisat).
- Führer durch Augusta Raurica. Frobenius, Basel 1937. 2. Auflage 1948; 3. Auflage 1959; 4. Auflage 1966; 5. Auflage 1988; 6. Auflage 1998; 7. Auflage 2012 (seit der 5. Auflage bearbeitet durch Ludwig Berger; seit der 6. Auflage unter der alleinigen Verfasserschaft Bergers).
- Vindonissa. Kleiner Führer durch das römische Legionslager und seine Umgebung. Gesellschaft Pro Vindonissa, Brugg 1953. 3. Auflage 1964; 4. Auflage 1969; 5. Auflage 1972
- mit Anton Senti, René Salathé und Walter Koch: Geschichte von Augst und Kaiseraugst. Kantonale Drucksachen- und Materialzentrale, Liestal 1962.
- Die frühchristliche Kirche mit Baptisterium und Bad in Kaiseraugst. Stiftung Pro Augusta Raurica, Basel 1967.